# مارمولک درمنه
مارمولک درمنه (نام علمی: Sceloporus graciosus) نام یک گونه از سرده مارمولک خاردار است.